# Testament du Bāb
Ce qui est considéré comme le Testament du Báb, est une lettre intitulée Lawḥ-i-Vasaya et rédigée par Siyyid ‘Alí Muḥammad Shírází (1819-1850). Celui-ci, sous le titre de Bāb, fonda en 1844 un mouvement religieux réformateur et millénariste, appelé babisme, qui bouleversa la Perse au milieu du XIXe siècle. Il rédigea cette lettre alors qu'il était emprisonné en Azerbaïdjan dans la forteresse de Čahrīq, quelque temps après la défaite des babis assiégés durant un an au fort de Shaykh Ṭabarsí et le martyre de son plus cher et illustre disciple Quddūs (1820-1849).
Dans cette lettre, il nommait son disciple Mírzá Yaḥyá Núrí (1831-1912, surnommé Ṣubḥ-i Azal : "Aurore de l'Éternité") en tant que chef de la communauté babie après sa mort avec pour consignes :
- d'assurer sa propre sécurité et celle de ses écrits, ainsi que de ce qui est révélé dans le Bayán.
- communiquer avec les babis et demander conseils des témoins, ainsi que de Áqá Siyyid Ḥusayn Yazdí.
- rassembler, sceller, si besoin compléter les écrits saints de Báb pour les distribuer parmi les babis et les faire connaître à l'humanité.
- inviter les hommes à embrasser la révélation du Báb.
- décider quand sera venu le triomphe et désigner son successeur.
- reconnaître "Celui que Dieu rendra manifeste" quand il viendra et inviter les hommes à en faire autant.

Comme l'écrit A.-L.-M. Nicolas: "Que ce Mîrzâ Yahya [Subh-i-Azal ] ait été considéré par tous les bâbî comme le khalîfe du Bâb défunt, cela ne peut faire de doute pour personne et les Bèhâ'i sont de mauvaise foi quand ils le nient."
Le 4 août 1980, la Maison universelle de justice écrivit à un baha'i au sujet du rang de Mírzá Yaḥyá, que le Báb n'avait pas nommé en lui un vrai successeur, semblable à l'apôtre Pierre, à l'imám `Alí ou à `Abdu'l-Bahá, mais plutôt un dirigeant ou un administrateur de la communauté babie jusqu'à l'apparition de "Celui que Dieu rendra manifeste".